# Drosophilidae
Los drosofílidos (Drosophilidae) son una familia cosmopolita del orden de los dípteros, conocidas vulgarmente como moscas de la fruta o del vinagre, mosquitas del vino o de la uva y moscas del bagazo. Incluye, entre otros, el género Drosophila, la más conocida de las especies es Drosophila melanogaster usada intensamente en estudios de genética, fisiología, ecología, etología, etc. 
La temperatura influye en el ciclo vital de estos insectos. Se han identificado algunos genes que al ser manipulados pueden reducir o ampliar el término de vida.

## Importancia económica
En general no son consideradas pestes serias porque se alimentan de frutas en estado de descomposición, no de fruta sana. Hay algunas excepciones como Drosophila suzukii, que ataca frutas de piel fina como "frambuesas" y cerezas. Algunas especies son vectores de bacterias del vinagre. Esto puede arruinar la fermentación del vino o cerveza, convirtiéndolos en vinagre.

## Comportamiento antiparasítico
Entre las muchas defensas contra parásitos, cuando las hembras detectan la presencia de avispas parasitoides, depositan huevos en frutas en descomposición o fermentación. La producción de alcohol proporciona un grado de protección.

## Filogenia
El conocimiento de la filogenia de esta familia es incompleto. La familia tiene dos subfamilias: Drosophilinae y Steganinae. Estas dos subfamilias no contienen un carácter único morfológico que las distinga. Sin embargo, la combinación de característas es suficiente para colocar especies correctamente en las subfamilias. 
Muchos estudios de filogenia molecular se han hecho en el género Drosophila y otros géneros relacionados. Ya hay más de 100 artículos usando técnicas moleculares para reconstruir la filogenia.
La familia contiene más de 4.000 especies clasificadas en 80 géneros. Recientemente se ha publicado una clasificación comprensiva basada en rasgos moleculares y morfológicos.
- Subfamilia Drosophilinae Rondani, 1856:
  - Tribu Colocasiomyini Okada, 1989:
    - Género Baeodrosophila Wheeler & Takada, 1964
    - Género Balara Bock, 1982
    - Género Chymomyza Czerny, 1903
    - Género Colocasiomyia de Meijere, 1914
    - Género Lissocephala Malloch, 1929
    - Género Neotanygastrella Duda, 1925
    - Género Phorticella Duda, 1924
    - Género Scaptodrosophila Duda, 1923
    - Género Protochymomyza Grimaldi, 1987

  - Tribu Drosophilini Okada, 1989:
    - Género Arengomyia Yafuso & Toda, 2008
    - Género Bialba Bock, 1989
    - Género Calodrosophila Wheeler & Takada, 1964
    - Género Celidosoma Hardy, 1965
    - Género Collessia Bock, 1982
    - Género Dettopsomyia Lamb, 1914
    - Género Dichaetophora Duda, 1940
    - Género Dicladochaeta Malloch, 1932
    - Género Drosophila Fallén, 1823
    - Género Hirtodrosophila Duda, 1923
    - Género Hypselothyrea Okada, 1956
    - Género Idiomyia Grimshaw, 1901 (Hawaiian Drosophila)
    - Género Jeannelopsis Séguy, 1938
    - Género Laccodrosophila Duda, 1927
    - Género Liodrosophila Duda, 1922
    - Género Lordiphosa Basden, 1961
    - Género Microdrosophila Malloch, 1921
    - Género Miomyia Grimaldi, 1987
    - Género Mulgravea Bock, 1982
    - Género Mycodrosophila Oldenberg, 1914
    - Género Palmomyia Grimaldi, 2003
    - Género Paraliodrosophila Duda, 1925
    - Género Paramycodrosophila Duda, 1924
    - Género Poliocephala Bock, 1989
    - Género Samoaia Malloch, 1934
    - Género Scaptomyza Hardy, 1849
    - Género Sphaerogastrella Duda, 1922
    - Género Styloptera Duda, 1924
    - Género Tambourella Wheeler, 1957
    - Género Zaprionus Coquillett, 1902
    - Género Zaropunis Tsacas, 1990
    - Género Zapriothrica Wheeler, 1956
    - Género Zygothrica Wiedemann, 1830

  - Incertae sedis:
    - Género Marquesia Malloch, 1932
- Subfamilia Steganinae Hendel, 1917:
  - Tribu Gitonini Grimaldi, 1990:
    - Género Allopygaea Tsacas, 2000
    - Género Acletoxenus Frauenfeld, 1868
    - Género Amiota Loew, 1862
    - Género Apenthecia Tsacas, 1983
    - Género Apsiphortica Okada, 1971
    - Género Cacoxenus Loew, 1858
    - Género Crincosia Bock, 1982
    - Género Electrophortica Hennig, 1965
    - Género Erima Kertész, 1899
    - Género Gitona Meigen, 1830
    - Género Hyalistata Wheeler, 1960
    - Género Luzonimyia Malloch, 1926
    - Género Mayagueza Wheeler, 1960
    - Género Paracacoxenus Hardy & Wheeler, 1960
    - Género Paraleucophenga Hendel, 1914
    - Género Paraphortica Duda, 1934
    - Género Phortica Schiner, 1862
    - Género Pseudiastata Coquillett, 1901
    - Género Pseudocacoxenus Duda, 1925
    - Género Rhinoleucophenga Hendel, 1917
    - Género Soederbomia Hendel, 1938
    - Género Trachyleucophenga Hendel, 1917

  - Tribu Steganini Okada, 1989:
    - Género Eostegana Hendel, 1913
    - Género Leucophenga Mik, 1866
    - Género Pararhinoleucophenga Duda, 1924
    - Género Parastegana Okada, 1971
    - Género Pseudostegana Okada, 1978
    - Género Stegana Meigen, 1830

  - Incertae sedis:
    - Género Neorhinoleucophenga Duda, 1924
    - Género Pyrgometopa Kertész, 1901

## Galería de imágenes

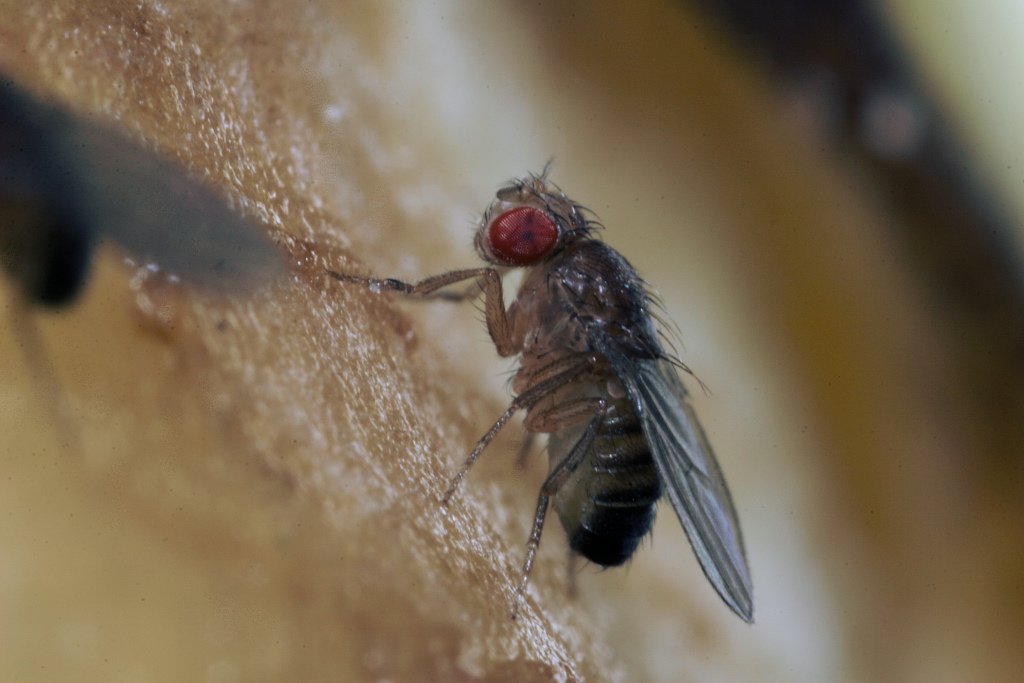
Mosca de la fruta (Drosophilidae)
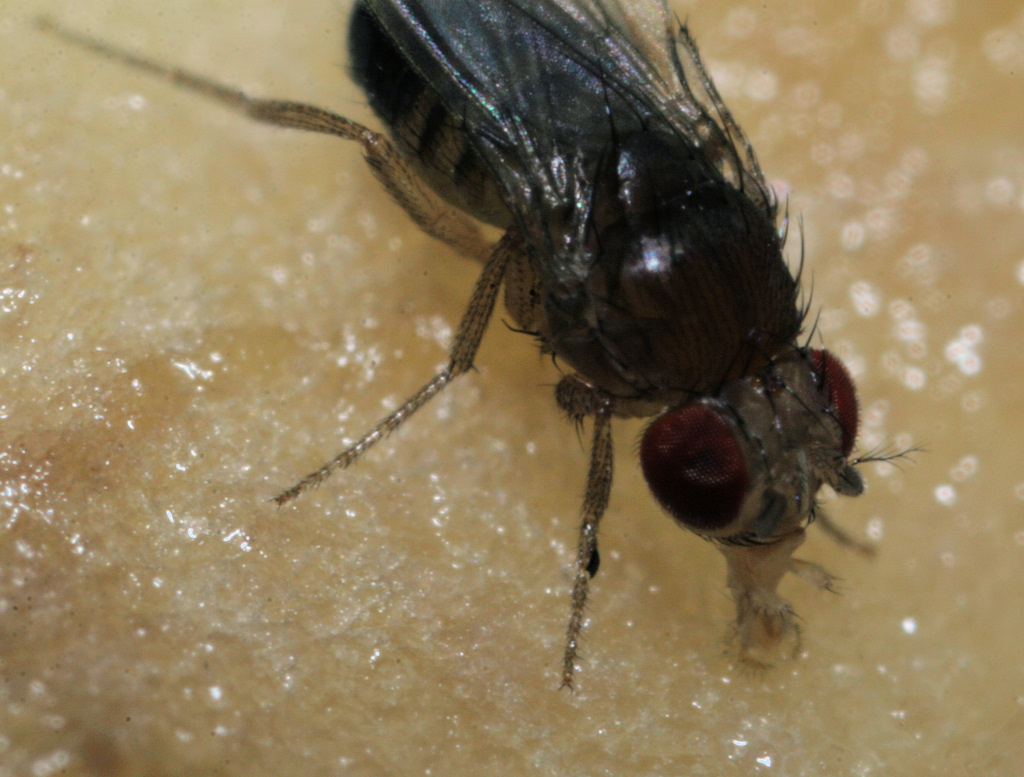
Alimentándose
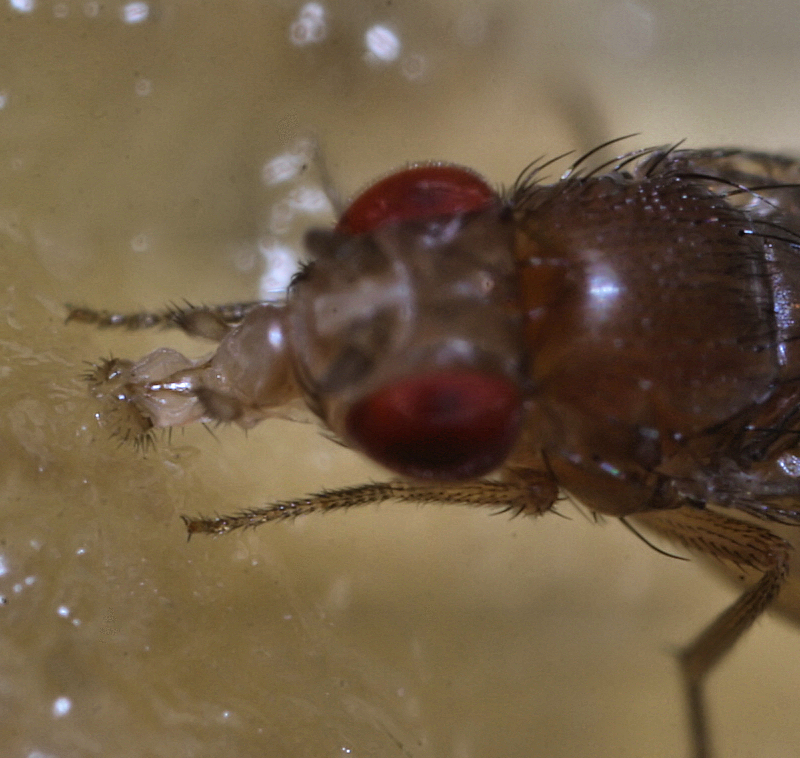
Proboscis en la mosca de la fruta
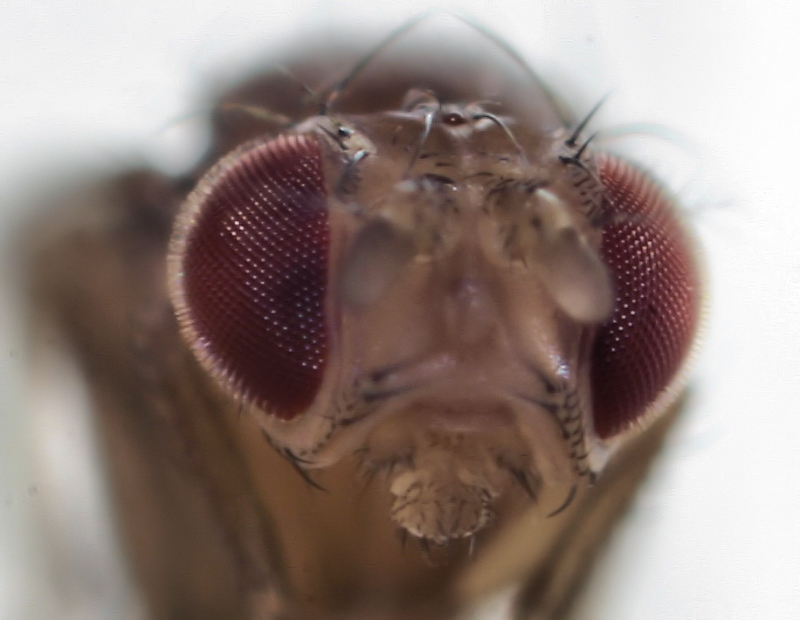
Vista frontal
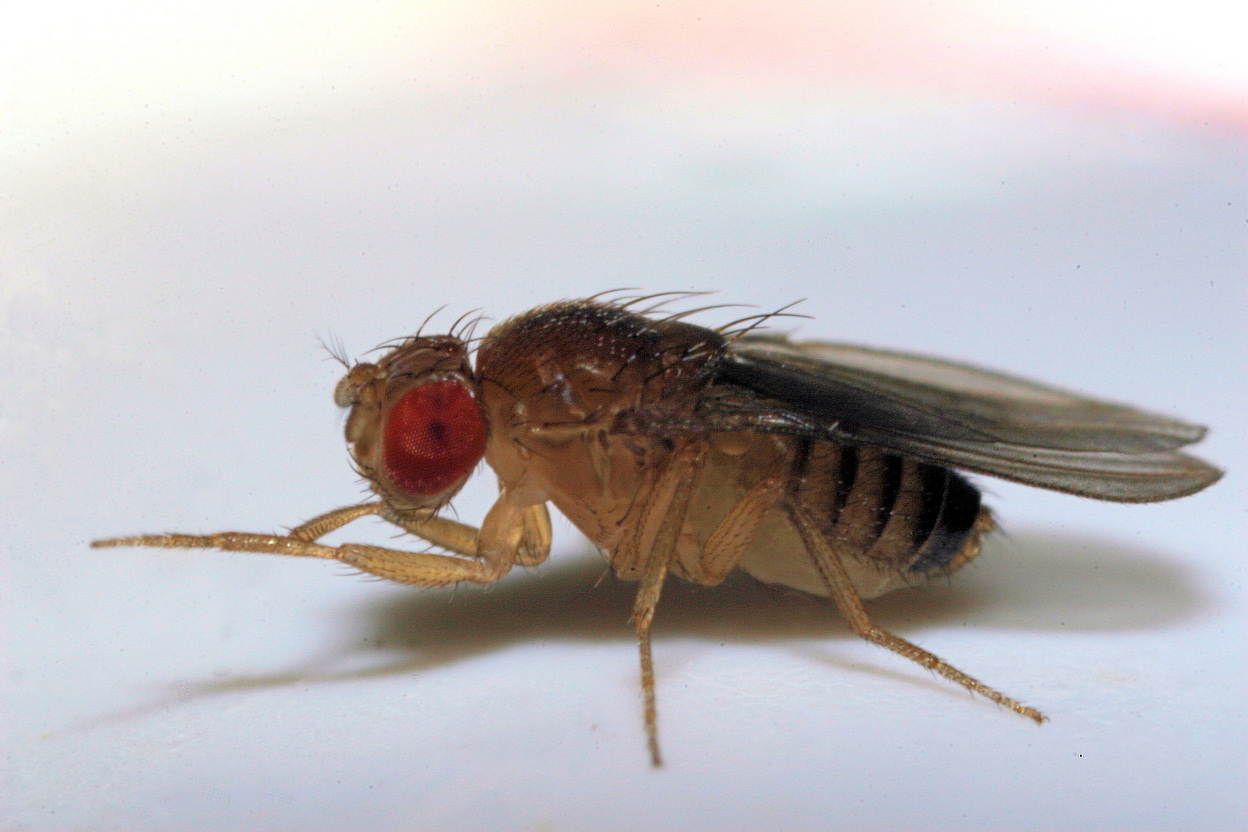